# مسیر سروتونین

مسیرهای سروتونرژیک

مسیرهای سروتونین تصویرهایی از نورونها هستند که با پیام‌رسان عصبی مونوآمین سروتونین ارتباط برقرار کرده و با آن ترکیب می‌شوند.
مطالعه این سیستم‌ها برای بسیاری از اختلالات روانی و عصبی مفید خواهد بود، زیرا مسیرهای سروتونرژیک به بسیاری از بخش‌های مغز که در تنظیم ساعت زیستی، درد، انگیختگی، خوردن، دستگاه درون ریز، شناخت، پردازش عاطفی، رفتار بیماری، خلق و تنظیم دیگر سیستم‌های پیام‌رسان عصبی و بسیاری از چیزهای دیگر نقش دارند، عصب رسانی می‌کنند.

## مسیرها
| دسته مسیر    | منشأ                                         | پروجکشن | توضیحات |
| ------------ | -------------------------------------------- | --- | --- |
| گروه روسترال | Caudal linear nucleus (گروه سلولی B8)        | - نوار انتهایی                                                                                               | با dorsal raphe nuclei همپوشانی دارد. |
| گروه روسترال | Dorsal raphe nucleus (گروه‌های سلولی B6 و B7) | - قشر مغز - جسم مخطط - آمیگدال - توده سیاه - پل مغز - هیپوکامپ - Entorhinal cortex - لوکوس سیرولئوس          | anterior dorsal raphe در درجه اول به قشر، جسم مخطط، آمیگدال و توده سیاه پروجکت می‌کند، در حالی که بخش کادال رافه پشتی به سه تای دیگر پروجکت می‌کند. بیشترین چگالی عصب رسانی قشری در لایهٔ ۱ است. |
| گروه روسترال | Median raphe nucleus (گروه‌های سلولی B5 و B8) | - Septal nuclei - Ventral tegmental area - هیپوتالاموس - Midline thalamic Nuclei - هیپوکامپ - قشر مغز        | پروجکشن‌های وارد شده به هیپوکامپ ابتدا در سوبیکولوم و بعد در شاخ آمون و سپس در شکنج دندانه دار بیشترین هستند.                                                                                  |
| گروه کادال   | Nucleus raphe magnus (گروه سلولی B3)         | - Dorsal column nuclei - Posterior grey column                                                               | |
| گروه کادال   | Nucleus raphe obscurus (گروه سلولی B2)       | - هسته‌های حرکتی سه‌گانه - Retrofacial nucleus - Dorsal nucleus of vagus nerve - Intermediolateral nucleus     | هر سه هستهٔ حرکتی سه‌گانه عصب رسانی انبوه دریافت می‌کنند. |
| گروه کادال   | Nucleus raphe pallidus (گروه سلولی B1)       | - Trigeminal motor nucleus - Retrofacial nucleus - Dorsal nucleus of vagus nerve - Intermediolateral nucleus | برخی از آکسون‌های طناب نخاعی سروتونرژیک ممکن است از خود طناب نخاعی منشأ گرفته باشند. |
| گروه کادال   | ساخت شبکه ای نخاعی جانبی                     | - پیاز مغز - میان‌مغز                                                                                         | |

## کاربرد
با توجه به ناحیهٔ گسترده‌ای که بسیاری از نورون‌های سروتونرژیک عصب رسانی می‌کنند، این مسیرها همان‌طور که در بالا لیست شد در بسیاری از کاربردها نقش دارند. هستهٔ سروتونرژیک کادال به شدت به طناب نخاعی، پیاز مغز و مخچه عصب رسانی می‌کند. به‌طور کلی، دستکاری هسته کادال (به عنوان مثال دارویی، ضایعه ای، خرابی گیرنده) که منجر به کاهش فعالیت می‌شود، باعث کاهش تحرک خواهد شد، در حالی که دستکاری‌هایی که منجر به افزایش فعالیت می‌شوند فعالیت محرک‌ها را افزایش خواهند داد. سروتونین در پردازش حسی نیز دخیل است، به طوری که تحریک حواس باعث افزایش سروتونین خارج سلولی در نئوکورتکس خواهد شد. تصور می‌شود مسیرهای سروتونین غذا خوردن، از جمله میزان غذا و فرایندهای حرکتی مربوط به غذا خوردن را نیز تنظیم کنند. به نظر می‌رسد این پروجکشن‌های سروتونرژیک به هیپوتالاموس نیز به‌طور خاص به این موضوع مرتبط باشند، به طوری که تصور می‌شود افزایش سیگنال دهی سروتونرژیک معمولاً باعث کاهش مصرف غذا می‌شود (که نشانگر آن فنفلورامین است، اما زیرنوع‌های دیگر گیرنده‌ها می‌توانند منحصر به فردتر نیز باشند). مسیرهای سروتونین که به قسمت جلوی مغز لیمبیک پروجکت می‌کنند نیز در پردازش عاطفی دخیل هستند، به طوری که کاهش فعالیت استروژنیک باعث کاهش شناخت و تمایل عاطفی به محرک‌های منفی می‌شود. عملکرد سروتونین در خلق و خوی کمی ظریف تر است، به طوری که برخی شواهد نشان می‌دهند که افزایش سطح سروتونین باعث افسردگی، خستگی مفرط و رفتار بیمار خواهد شد، ولی شواهد دیگر خلاف آن را نشان می‌دهند.